# David Monrad Johansen

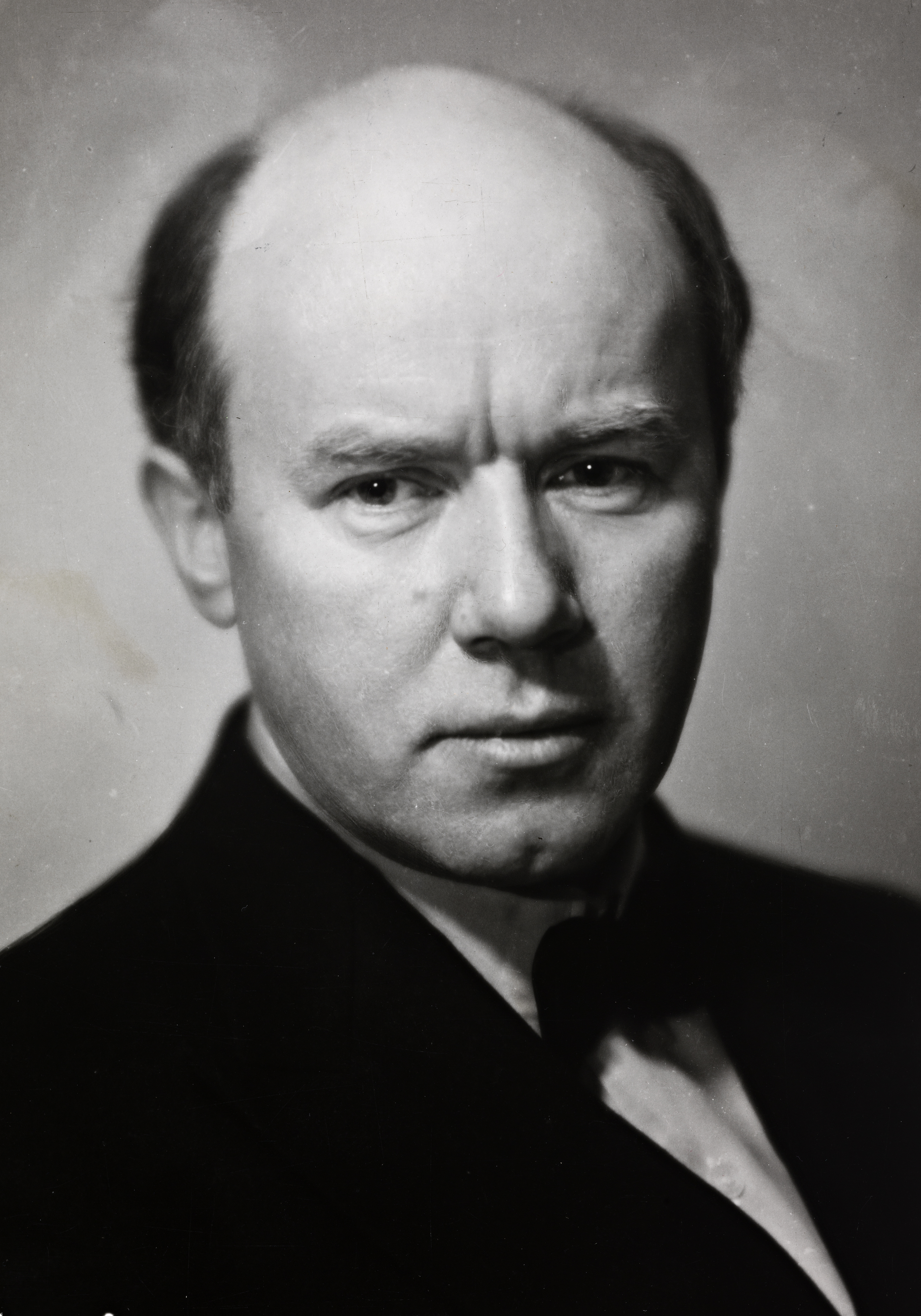
David Monrad Johansen (1888–1974)

David Monrad Johansen (* 8. November 1888 in Vefsn; † 20. Februar 1974 in Bærum) war ein norwegischer Komponist und Musikkritiker.

## Leben
In der Nordland-Kommune Vefsn geboren, wuchs David Monrad Johansen bei Mosjøen auf, wo er auch erste Klavierstunden bekam. Er war der Sohn des Kaufmanns Mikael Johansen (1856–1894) und dessen Frau Marie Cathrine Bärnholdt Barth. 1904 kam er in die Hauptstadt Christiania (ab 1925 Oslo), wo er ab 1909 u. a. bei Per Steenberg, Catharinus Elling und Iver Holter am dortigen Konservatorium studierte. 1915 reiste er mittels eines Stipendiums nach Berlin, um den Unterricht bei Engelbert Humperdinck fortzusetzen. 1920 unternahm er eine erste Studienreise nach Paris, wo er die Musik Igor Strawinskys kennenlernte, die starken Einfluss auf ihn ausübte. Ebenfalls in Paris traf er 1927/1928 auf seinen Landsmann Fartein Valen, bei dem er dissonanten Kontrapunkt lernte.  1933 und 1935 hielt er sich zu weiteren Kontrapunkt-Studien bei Hermann Grabner in Leipzig auf. Zu dieser Zeit arbeitete er vor allem als einer der renommiertesten Musikkritiker Norwegens, darunter 1925–1945 bei der Aftenposten. Zudem erhielt er bereits ab 1925 ein staatliches Komponistengehalt. 1934 publizierte er die erste umfassende norwegische Grieg-Monographie, die 1938 auch auf Englisch erschien.
Während des Zweiten Weltkriegs und der Okkupation Norwegens durch das Dritte Reich (1940–1945) war David Monrad Johansen Mitglied der mit den Nationalsozialisten kooperierenden faschistischen Partei Nasjonal Samling unter deren Führer Vidkun Quisling. 1942–1945 hatte er eine gewichtige Funktion im für Kulturangelegenheiten zuständigen Kulturting (Kulturrat) inne. Unmittelbar nach Kriegsende und dem damit verbundenen Zusammenbruch des Regimes wurde er am 9. Mai 1945 verhaftet und in der Folge als Kollaborateur angeklagt. Eine ursprünglich fünfeinhalbjährige Gefängnisstrafe, verbunden mit dem Verlust aller öffentlichen Rechte für zehn Jahre, wurde in eine vierjährige Haftstrafe bei verstärkter Arbeit umgewandelt. Bereits im Sommer 1948 wurde er freigelassen. Seine Rolle im norwegischen Musikleben war infolgedessen seither umstritten. So wurde er einerseits als Verräter eingestuft, andererseits wurden seine musikalischen Leistungen anerkannt und sein Schaffen, das lediglich 36 Opuszahlen aufweist, wurde auch in späteren Jahren als wesentlicher Beitrag zur zeitgenössischen norwegischen Musik angesehen. Vor allem seine runden Geburtstagsjubiläen waren Anlass für vielfältige Würdigungen und Werkretrospektiven.
David Monrad Johansen war seit 1917 mit Amunda „Lissa“ (geborene Holmsen, * 30. Juni 1895), der Tochter des Pfarrers Øvre Rendal Paul Holmsen (1840–1904) und Margrethe Ording, verheiratet. Er war der Vater des Komponisten Johan Kvandal. David Monrad Johansen starb am 20. Februar 1974 in Bærum bei Oslo.

## Werke
Gesang und Orchester
- Jo Gjende. Musik zu einem Schauspiel von Tore Ørjasæter op. 11 (1924)
- Voluspå nach der Edda für Soli, Chor und Orchester op. 15 (1923–1926)
- Sigvat Skald nach Snorri für Gesang und Orchester op. 16 (1928)
- Ignis Ardens. Universitätskantate nach einem Text von Olaf Bull für Soli, Chor und Orchester op. 20 (1932)

Orchester
- Suite op. 4 (1916)
- Sinfonische Fantasie  op. 21 (1937)
- Pan op. 22 (1939)
- Sinfonische Variationen und Fuge op. 23 (1944–1946; rev. 1959 und 1964)
- Konzert für Klavier und Orchester op. 29 (1955)
- Epigramme über norwegische Motive op. 31 (1963)
- Lamento für Streichorchester op. 34 (1965)

Duo und Kammermusik
- Sonate für Violine und Klavier op. 3 (1913)
- Suite für Violoncello und Klavier op. 24 (1943)
- Klavierquartett op. 26 (1948)
- Quintett für Flöte und Streichquartett op. 35 (1967)
- Streichquartett op. 36 (1969)

Klavier solo
- Suite Nr. 1 op. 5 „Nordlandbilder“ (1919)
- Zwei Porträts aus dem Mittelalter op. 8 (1923)
- Suite Nr. 2 op. 9 „Aus Gudbrandstal“ (1922)
- Suite Nr. 3 op. 12 „Prillar-Guri“ (1924)
- Nordland-Tänze op. 30 (1958)

Lied
- Mor syng of andre digte (Mutter singt und andere Gedichte). Drei Lieder nach Idar Handgard op. 1 (1915)
- Drei Lieder nach Gedichten von Knut Hamsun op. 2 (1916)
- Sieben Gesänge nach alter norwegischer Volksdichtung op. 6 (1921)
- Nordlands Trompet nach Gedichten von Petter Dass op. 13 (1925)
- 10 norwegische Kinderreime op. 14 (1926)
- Fünf biblische Psalmen op. 25 (1946)
- Sechs Strophengesänge nach Worten von Nikolai Grundtvig, Ivar Aasen und Henrik Wergeland op. 32 (1963)

Chor
- Draumkvædet nach alter norwegischer Volksdichtung op. 7 (1920)
- Drei Männerchöre nach alter norwegischer Volksdichtung op. 10 (1924)
- Drei Männerchöre nach Gedichten von Tore Ørjasæter, Olav Aukrust und Jonas Lie op. 17 (1930)
- Me vigjer vår song. Kantate nach Worten von Henrik Straumsheim für Chor und Orgel op. 18 (1930)
- Drei Männerchöre nach Gedichten von Ivar Aasen op. 19 (1926/1930)
- Drei Skadelkvad nach Gedichten von Tormod Kolbrunarskald und Sigvat Skald für Männerchor op. 27 (1950)
- Drei Gesänge nach Gedichten von Petter Dass für Frauenchor op. 28 (1953)
- På gravbakken vart dette songi (Auf dem Grabhügel wurde das gesungen) nach Worten aus dem Roman Den burtkomne Faderen von Arne Garborg op. 33 (1963)

Außerdem etwa ein Dutzend Werke o. op. (Klavierwerke, Lieder, Chorsätze, Bühnenmusik zu Garborgs Drama Den store Freden)

## CD-Diskographie (Auswahl)
- Sieben Gesänge op. 6,  Voluspå op. 15 – Edith Thallaug (Sopran), Robert Levin (Klavier); Marianne Hirsti (Sopran), Tone Kruse (Alt), Carsten Harboe Stabell (Bass), Chor, Orchester, Dirigent: Arnulf Hegstad – auf: David Monrad Johansen. Voluspå (Norwegischen Music Productions, 1988)
- Streichquartett op. 36 – Oslo String Quartet – auf: Grieg und Johansen. Streichquartette (Naxos, 1994)
- 1. Suite op. 5, Zwei Porträts aus dem Mittelalter op. 8, aus 2. Suite op. 9, 3. Suite op. 12, Pan op. 22, Sinfonische Variationen und Fuge op. 23 – Jens Harald Bratlie (Klavier), Philharmonisches Orchester Bergen, Dirigent: Karsten Andersen – auf: David Monrad Johansen. Klavier- und Orchesterwerke (Simax, 2008)
- Violinsonate op. 3, Bühnenmusik zu Den store Freden o. op., Klavierquartett op. 26 (1948), Flötenquintett op. 35 – Ensemble Fragaria Vesca – auf: David Monrad Johansen. Kammermusik (Simax, 2016)
- 1. Suite op. 5, Zwei Porträts aus dem Mittelalter op. 8, 2. Suite op. 9, 3. Suite op. 12, Nordland-Tänze op. 30, Kværn-Slått o. op. – Rune Alver (Klavier) – auf: David Monrad Johansen. Fedrenes Fjell (Lawo, 2016)
- Pan op. 22, Sinfonische Variationen und Fuge op. 23, Klavierkonzert op. 29, Epigramme über norwegische Motive op. 31 – Oliver Triendl (Klavier), Kristiansand Sinfonieorchester, Dirigent: Eivind Aadland – auf: David Monrad Johansen. Klavierkonzert op. 29 (cpo, 2018)[3]
- 1. Suite op. 5 – Pål Eide (Klavier) – auf: Pål Eide. Pictures (Danacord, 2020)